# 协同会
协同会（Scandinavian Alliance Mission in Mongolia，SAMM）是侨居北美的瑞典、挪威人组织的海外传教机构，属公理宗，在蒙古的绥远、西套地区黄河以北及以西地区传教。
1895年，北美瑞挪会传教士，瑞典裔美国人史德保（斯坦白，David W.Stenberg）在张家口自创协同会。学习中文一年后，向北面的蒙古地区游行布道，走遍了内外蒙古，并学会说流利的蒙古语。1896年，苏白（Carl John Suber）前来协助。他和一些同事均在1900年义和团事变中殉道。1897年，协同会总部又派遣费安河（N.J.F.Strom）、和几位女传教士安达纯（Hilda Anderson）、安德纯（Clara Anderson）、林恩（Hanna Lund）前来。1900年义和团事变期间，除费安河一人得以逃脱到恰克图外，9月17日，史德保（28岁）、苏白（28岁）、安德纯、安达纯和林恩5人均在逃亡途中，在大佘太被杀。
1904年，协同会在绥远的扒子捕隆（现乌拉特前旗安北镇）建立了传教站。1919年，协同会只在绥远的扒子捕隆有1个总堂，西教士2人，受餐信徒64人。1935年协同会在绥远有2个总堂：百灵庙、扒子捕隆，西教士4人，华传道2人，受餐信徒75人。